# Евмахии
Евмахиите (Eumachii) са богата и влиятелна фамилия в Кампания, която в ранната Римска империя се проявява най-вече с:
- Луций Евмахий e предпремач, който има фабрика за цигли. Едната счаст от годината той призвежда амфори, другата част от годината произвежда цигли. Освен това той има и лозя. Това му доставя доста голямо богатсво. В началото на времето на император Август той се мести в Помпей.

- Евмахия, дъщеря на Л. Евмахий и майка на Марк Нумистрий Фронто.